# کارلو کریولی
کارلو کریولی (انگلیسی: Carlo Crivelli؛ ۱۴۳۰? – ۱۴۹۵) نقاش اهل کشور ایتالیا در دورهٔ رنسانس بود

## نگارخانه

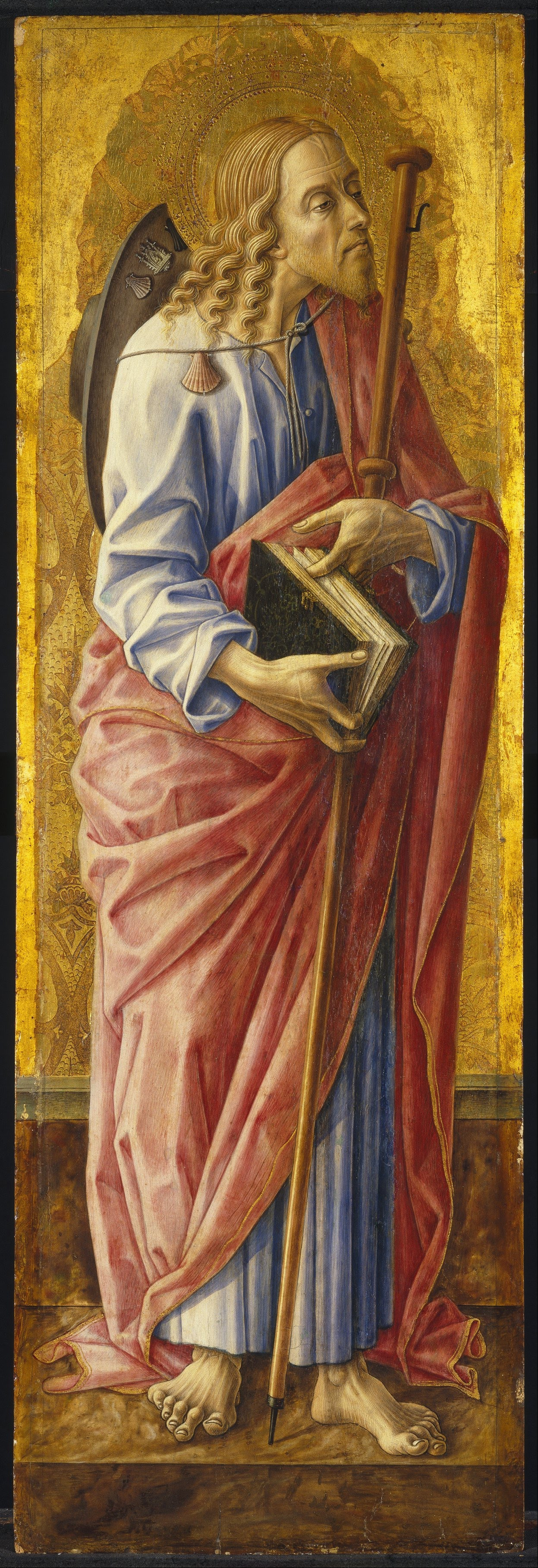
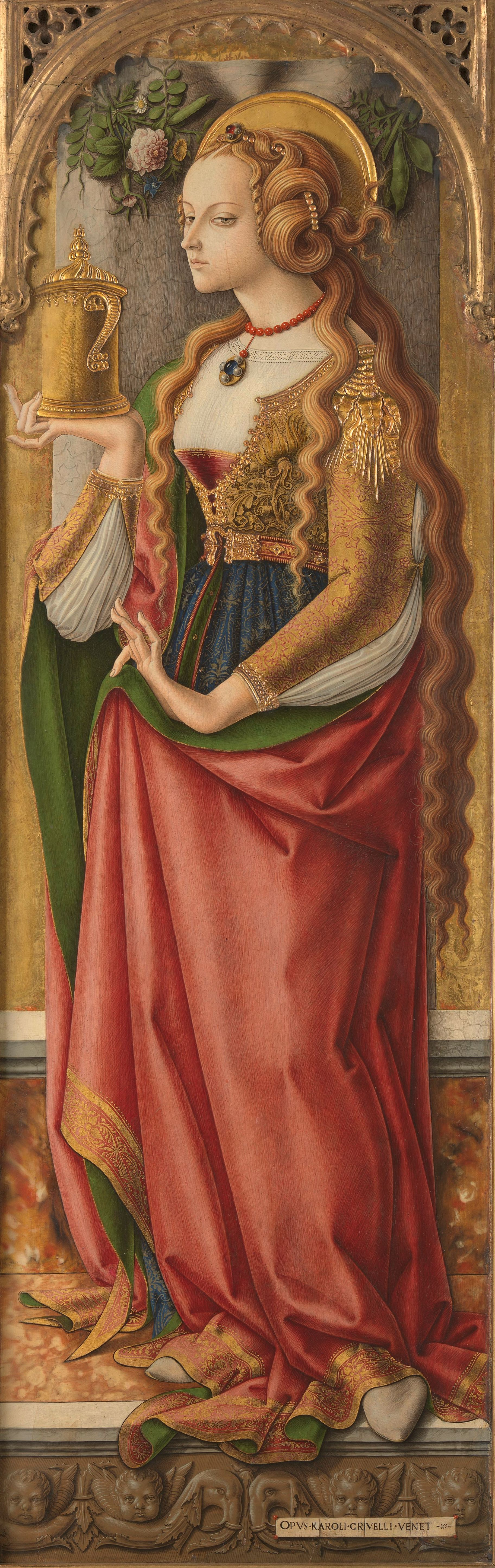
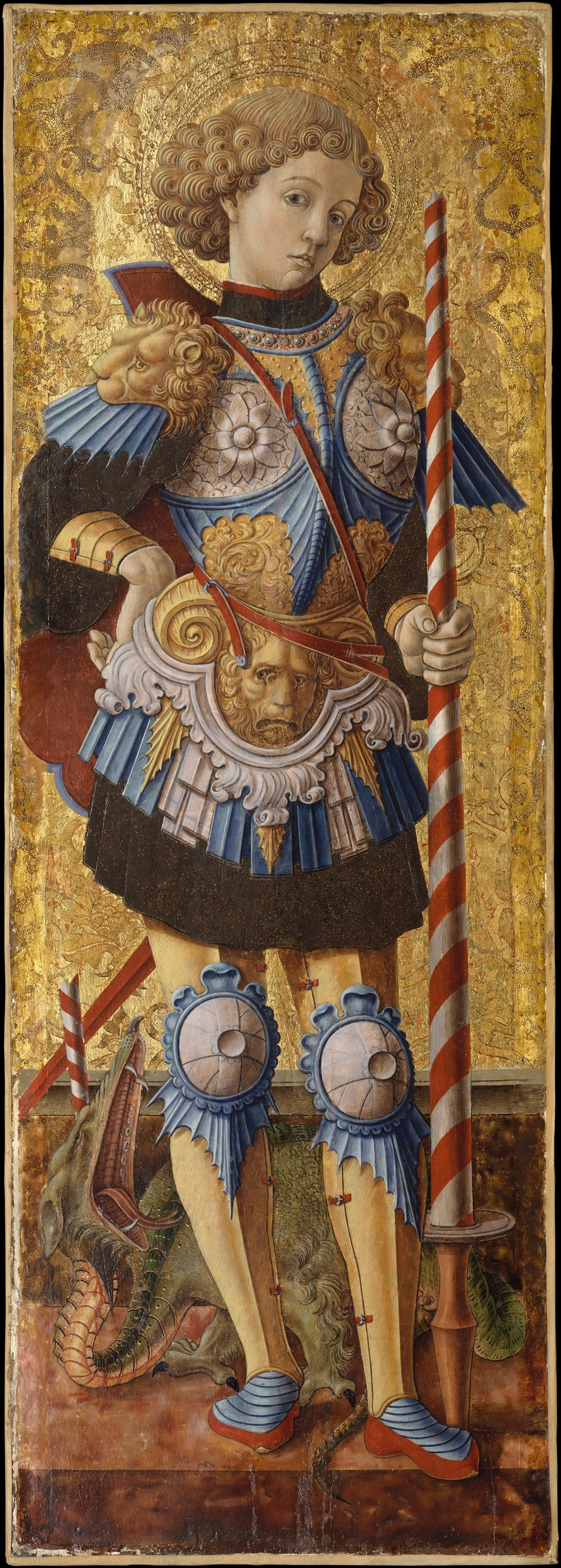
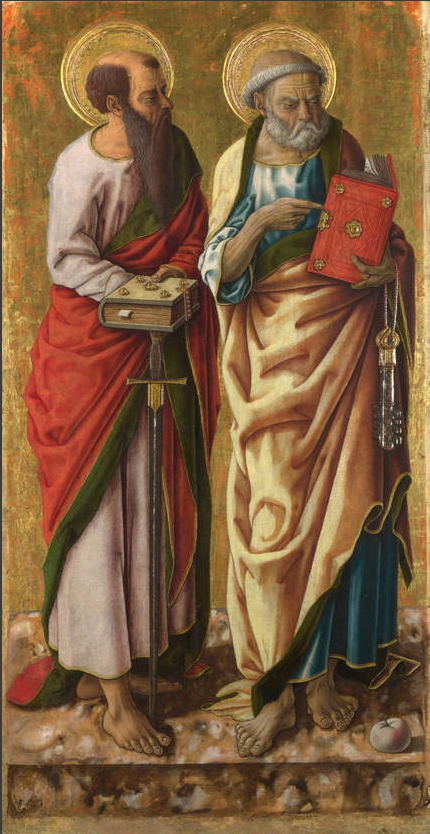
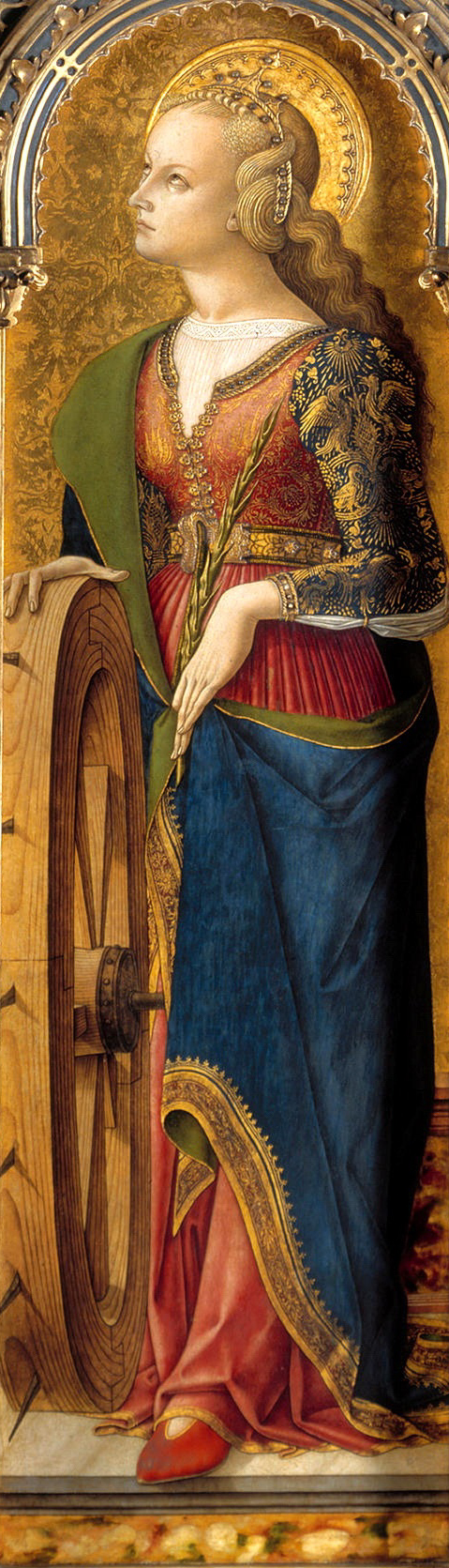